# فوشنجان
فوشنجان که در متون تاریخی مربوط به ربع نیشابور پشتنقان یا پوشنجان نامیده می‌شده و در گویش نیشابوری پیشینگو نامیده میشود ، روستایی از توابع بخش مرکزی شهرستان نیشابور در استان خراسان رضوی ایران است. این روستا و روستای حمید آباد در مجاورت یکدیگر قرار دارند. این روستا محل بدنیا آمدن محمد بکتاش می‌باشد و تپه و محوطه باستانی بنام او نیز واقع در این روستا است.

## جمعیت
این روستا در دهستان فضل قرار دارد و بر اساس سرشماری مرکز آمار ایران در سال ۱۳۸۵، جمعیت آن ۱٬۴۵۷ نفر (۴۲۱خانوار) بوده‌است.

## محوطه باستانی بکتاش
کاوش این محوطه باستانی در تیر سال ۱۳۹۵ و توسط گروه باستان‌شناسی دانشگاه نیشابور آغاز شد و هم‌اکنون فاز یک کاوش آن به پایان رسیده. این اثر در تاریخ ۲۳ دی ۱۳۸۷ با شمارهٔ ثبت ۲۴۳۸۳ به‌عنوان یکی از آثار ملی ایران به ثبت رسیده‌است.